# 토마스 뮐러
토마스 뮐러(독일어: Thomas Müller, 독일어 발음: [ˈtoːmas ˈmʏlɐ], 1989년 9월 13일~)는 메이저 리그 사커 클럽 밴쿠버 화이트캡스에서 공격형 미드필더 또는 공격수로 뛰고 있는 독일의 프로 축구 선수이다. 다양한 공격 포지션을 소화할 수 있고 오프사이드에 걸리지 않으면서 수비수 라인을 돌파하는 능력, 넓은 시야, 뛰어난 위치 선정과 패스, 득점 능력을 가지고 있어 '공간연주자(독일어: Raumdeuter 라움도이터[*])'라는 별명을 가지고 있다.
바이에른 뮌헨의 유소년팀 출신이자 원 클럽 맨인 뮐러는 루이 판 할이 감독으로 내정된 바이에른 뮌헨 2009-10 시즌에 바이에른 뮌헨 1군에 포함되어 바이에른 뮌헨이 분데스리가와 DFB-포칼 더블을 달성한 2009-10 시즌에 거의 대부분의 경기에 출전했고, 챔피언스리그 결승전에도 올라 챔피언스리그 준우승을 차지했다. 그는 2012 UEFA 챔피언스리그 결승전에서 득점을 기록했지만 구단이 승부차기에서 패배하며 UEFA 챔피언스리그 준우승을 달성했고 한 시즌 뒤 2012-13 시즌에 47경기에 출전해 23골 17도움을 기록하며 바이에른 뮌헨이 트레블을 달성하는데 기여했다. 2019-20 시즌에 50경기에 출전해 14골 26도움을 기록하며 바이에른 뮌헨이 두 번째 트레블을 달성하는데 기여한 뮐러는 2024년 9월 기준으로 분데스리가에서 12개의 우승을 달성하며 분데스리가 우승을 가장 많이 달성한 선수 기록을 가지고 있으며 분데스리가에서 169개의 도움을 기록하며 분데스리가에서 가장 많은 도움을 달성한 선수 기록을 가지고 있다. 또한 바이에른 뮌헨 소속으로 710경기에 출전하며 바이에른 뮌헨 역사상 최다 출장 선수 기록을 보유하고 있다.
뮐러는 2010년 독일 축구 국가대표팀에 소집되어 2010년 FIFA 월드컵의 23인 최종 엔트리에 이름을 올렸고, 월드컵 본선에서 6경기에 출전해 5골을 득점하여 팀이 대회 3위를 획득하는데 일조했다. 그는 대회의 최우수 신인 선수상을 받았고, 5골 3어시스트의 기록을 통해 월드컵 골든부트를 획득했다. 그는 4년 뒤 2014년 FIFA 월드컵에 출전해 5골을 득점하며 월드컵 실버볼과 실버부트를 획득했고 2014년 월드컵 올스타팀과 드림팀에 선정되었다.

## 어린 시절
바일하임 출신으로, 뮐러는 TSV 펠의 유소년 팀에서 축구를 시작하였고, 2000년, 10세에 50km 떨어진 곳에 위치한 푸스발-분데스리가의 클럽 바이에른 뮌헨에 합류하였다. 그는 FC 바이에른 뮌헨 청소년 팀을 거쳤고, 2007년 U-19 푸스발-분데스리가의 준우승 주역이었다. 2008년 3월, 그는 FC 바이에른 뮌헨 II 데뷔전을 치루었는데, 그는 SpVgg 운터하힝과의 레기오날리가 경기에서 슈테판 퓌어슈트너와 교체되어 첫 출전하였고, 같은 경기에서 득점에 성공하였다. 그는 같은 시즌에 레기오날리가 경기를 두번 더 출전하였고, 그 동안 U-19 팀에서도 활동을 계속하였다. 그 다음 시즌, 바이에른 리저브팀은 새로 출범한 3. 리가의 일원이 되었고, 2008-09 시즌의 3. 리가에서 뮐러는 38 경기 중 32경기에 출전하며 주축 선수로 활약하였고, 15번 득점하며 득점 5위에 랭크되었다. 그는 당시 1군 감독인 위르겐 클린스만의 부름을 받아 1군 경기에도 출전하였고, 그는 프리시즌 친선경기에 참가하였다.

## 구단 경력

### 2008-09 시즌
2008년 8월 15일에 함부르크 SV와의 푸스발-분데스리가 경기에서 10분을 남겨놓고 미로슬라프 클로제와 교체 투입되며 공식적으로 데뷔하였다. 뮐러는 비록 자신의 성과를 보잘 것 없다고 평가하였으나, 이후 그는 같은 시즌의 분데스리가 경기에 3번 더 출전하였고, 2009년 3월 10일, 7-1로 승리한 스포르팅 CP와의 UEFA 챔피언스리그 경기에서 72분에 바스티안 슈바인슈타이거와 교체 투입되며 첫 유럽대항전 경기를 경험하였다. 그는 바이에른의 마지막 득점을 성공시켰고 팀은 합계 스코어 12-1로 다음 라운드에 진출하였다.

### 2009-10 시즌
2009년 2월, 뮐러는 리저브팀 동료 홀거 바트슈투버와 처음으로 1군 계약을 체결하였는데, 이는 2009-10 시즌부터 2년 유효하였다. 그는 기존에 임대되거나 여차하면 1군 출전을 위해 이적할 계획이었으나, 루이스 판 할이 신임 감독으로 부임한 후, 두 선수들은 모두 시즌 초를 기점으로 팀 주축이 되었다. 시즌 극 초반, 뮐러는 교체 요원이었으나, 2009년 9월 12일, 그는 보루시아 도르트문트 전에서 2골을 득점하여 5-1 승리를 견인하며 진가를 발휘하였다. 사흘 뒤, 그는 마카비 하이파 FC와의 UEFA 챔피언스리그 2009-10 경기에서 또다시 쐐기골을 뽑아내었다. 그는 분데스리가 이 달의 선수로 선정되며 9월을 마감하였고, 같은 성을 쓰는 바이에른 뮌헨의 전설이자 전 독일 축구 국가대표팀 스트라이커 게르트 뮐러의 찬사를 받았다. 하이파전 이후, 뮐러는 거의 대부분의 경기에 주전으로 출전하였는데, 결장한 경기는 징계로 빠진 FC 지롱댕 드 보르도 전이 유일했다. 그는 같은 대회의 바로 전 경기에서 퇴장당했었다.
2010년 2월, 뮐러는 2013년까지 유효한 재계약을 체결하였다. 시즌 후반기, 뮐러는 1군 활동을 계속하였으나, 프랑크 리베리와 아르연 로번 같은 유능한 윙어들이 넘침에 따라 중앙 공격을 담당하였다. 2010년 4월, 그는 타이틀 경쟁팀인 FC 샬케 04와의 경기에서 결승골을 득점하였고, 팀은 2-1로 승리하였고, 3-1로 승리한 VfL 보훔과의 리그 33라운드 경기에서는, 첫 해트트릭에 성공하였다. 같은 경기에서 팀은 푸스발-분데스리가 우승을 확정지었다. 1주일 후, 바이에른은 뮐러가 주전으로 출전한 헤르타 BSC 베를린과의 경기에서 3-1로 승리한 뒤 우승을 자축하였다. 이 시즌동안 뮐러는 분데스리가 34경기에 모두 출전하였고, 이 중 29경기는 주전으로 출전하였으며, 13골 11어시스트의 스탯을 기록하였다. 1주일 후 베를린을 다시 찾은 바이에른은 SV 베르더 브레멘과의 DFB-포칼 2009-10 결승전에서 4-0 승리를 거두며 국내 더블을 달성하였다. 뮐러는 이 시즌의 컵 대회에서 4골 2어시스트를 기록해 이 대회의 득점 선두로 마무리하였다. 바이에른은 이 시즌에 트레블 달성을 목표로 삼았으나, 마드리드의 에스타디오 산티아고 베르나베우에서 벌어진 2010 UEFA 챔피언스리그 결승전에서 FC 인테르나치오날레 밀라노를 상대하였다. 그러나, 디에고 밀리토에게 득점을 내 주며 0-2로 완패하였다. 뮐러는 선발로 출전하여 하프타임에 0-1로 뒤진 상황에서 동점할 기회를 잠았으나, |줄리우 세자르 골키퍼에게 막히며 무산되었다. 뮐러는 이 경기의 패배에 대해 특히 실망감을 느꼈으나, 1군에서의 첫 시즌에 전 대회를 통틀어 52경기 출전 19골을 기록하며 마무리하였다. 키커지가 주최한 투표에서, 그는 팀 동료에 의해 2009-10 시즌의 최우수 신인선수로 선정되었고, 올해의 팀에 포함되었다. 뮐러는 그의 성공을 도운 판 할 감독에 감사를 표하였는데, 판 할 감독은 AFC 아약스 시절부터 유소년팀 선수들의 발전을 돕던 선수로, "내가 있을 때에, 뮐러는 항상 출전을 보장 받을 것" (Müller spielt bei mir immer) 라며 뮐러에게 자주 기회를 주었다. 뮐러는 그에 대한 답으로 판 할을 "천재적 테크니션"으로 선수를 "날마다 발전시킨다."라고 묘사하였다.

### 2010–11 시즌
뮐러는 월드컵 후의 휴식을 마치고 연장계약을 체결하였고, 그에 따라 2015년까지 바이에른에 남게 되었다. 그는 다른 바이에른의 월드컵 출전 선수들과 마찬가지로, 대부분의 프리시즌 경기에 불참하였고, 8월 7일에 시행된 FC 샬케 04와의 2010 DFL 슈퍼컵 경기에 복귀하였다. 그는 선발 라인업에 포함되었고, 득점하며 2-0 승리를 도왔다. 2주 후, 그는 2-1로 승리한 VfL 볼프스부르크와의 홈 경기에서 2010-11 시즌의 리그 첫 골을 득점하였다. 뮐러는 시즌 전반기의 모든 경기에 출전하였고, 대부분 선발이였다. 그러나, 팀은 악전고투를 거듭하였고, 뮐러는 전 시즌처럼 날카로운 골 결정력을 발휘하지 못하고 벤치로 밀려났고, 8월에 0-2로 패한 1. FC 카이저슬라우테른전에서 골찬스를 날린 뒤에는 루이스 판 할 감독의 꾸지람을 듣기도 하였다. 그는 판 할 감독의 철책을 준수하였으나, 8경기동안 무득점으로 침묵한 뒤, 4-1로 승리한 11월 27일의 아인트라흐트 프랑크푸르트전에서 득점하였다. 그는 3주 후, VfB 슈투트가르트와의 연속된 리그전과 컵 경기에서 득점하였다. 그 결과, 그는 모든 대회를 통틀어 8득점을 기록하였고, 이 중 한 골은 9월 15일 2-0으로 승리한 AS 로마와의 UEFA 챔피언스리그 경기 선제골이었다. 그는 팀과 겨울 휴식기를 보내는 동안, 인터뷰에서 "놀라운 프로경력 원년"이라고 2010년을 되돌아보았다. 뮐러는 시즌 후반기를 좋은 기량으로 시작하였으나, 3-1로 승리한 SV 베르더 브레멘 전에서 실망스러운 프리킥으로 아르연 로번을 분노케 하여 논쟁이 벌어지기도 했다. 뮐러는 또다시 시즌 전 경기에 출전하였고 19득점 (리그 12득점) 을 기록하였으나, 바이에른은 리그를 3위로 마치고, DFB-포칼은 FC 샬케 04에 패하며 준결승전에서 탈락하였고, UEFA 챔피언스리그 2010-11의 16강전에서는 FC 인테르나치오날레 밀라노에 패하며 무관으로 마감하였다. 바이에른은 챔피언스리그 원정 1차전에서 1-0 승리를 거두었고, 뮐러는 2차전에서 31분에 득점을 하며 합계 3-1로 앞서 나갔으나, 인테르가 88분까지 연달아 득점하며 3-3 동점을 만들어 냈고, 원정 다득점 원칙에 따라 바이에른이 탈락하였다. 뮐러의 멘토 판 할은 유연치 못한 전략, 이적과 선발 철칙에 대해 맹비난을 받았고, 결국에는 해임되었다. 판 할의 자리는 유프 하인케스가 차지하였다.

### 2011–12 시즌
바이에른의 첫 아인트라흐트 브라운슈바이크와의 DFB-포칼 2011-12 경기에서, 뮐러는 마리오 고메스와 바스티안 슈바인슈타이거의 페널티킥을 유도한 공로로 맨 오브 더 매치로 선정되었고, 이후 뮐러는 3번째 골을 득점하였고 팀은 3-0으로 승리하였다. 뮐러는 5번째로 출전한 리그 경기에서 첫 리그골을 득점하였고, 바이에른은 FC 샬케 04에게 2-0으로 이겼다. 뮐러는 그 다음 홈경기에서 초반에 선제골을 득점하였고, 팀은 3-0으로 승리를 쟁취하였다. 2011년 11월 26일, 뮐러는 FC 잉골슈타트 04와의 DFB-포칼 경기에서 30분만에 선제골이자 포칼의 시즌 두 번째 득점을 기록하였고, 바이에른은 6-0 대승을 거두었다. 뮐러는 2011년 FIFA 발롱도르 후보에 올랐다. 1월 10일과 1월 15일, 바이에른의 두 차례 연습경기에서, 뮐러는 3골을 삽입하였는데, 두 골은 인도 국가대표팀과의 경기에서 (이 경기에서 바이에른은 4-0 승리를 거두었다.) 기록하였고 나머지 한 골은 바이에른이 4-0으로 이긴 FC 로트바이스 에르푸르트전이었다. VfB 슈투트가르트와의 DFB-포칼 2011-12 경기에서 뮐러는 두 차례 어시스트를 하며 팀의 승리에 일조하였다. 2월 11일, 뮐러는 2-0으로 승리한 1. FC 카이저슬라우테른전에서 헤딩으로 득점하며 2011년 9월 24일부터 지속되던 골가뭄을 해소하였다. 2012년 3월 31일, 1. FC 뉘른베르크전에서 뮐러는 분데스리가 100경기 출전을 자축하였다. 2012년 5월 19일, 뮐러는 강력한 헤딩으로 UEFA 챔피언스리그 결승전에서 선제골을 뽑아내었다. 그는 득점 직후 교체되었다. 그러나, 바이에른은 승부차기 끝에 패하였다. 뮐러는 최근 벤치에서 보낸 시간에 대해 불만족스러워 하였다. 뮐러는 불만족스러워 하였지만 그 가운데서도 바이에른 잔류를 희망하였다.

### 2012–13 시즌
뮐러의 첫 분데스리가 득점은 2012년 8월 27일, 2. 푸스발-분데스리가에서 1위로 승격된 SpVgg 그로이터 퓌르트와의 경기에서 기록하였고, 바이에른은 3-0으로 승리하였다 9월 2일, 바이에른은 71,000석으로 알리안츠 아레나의 수용력을 확장시킨 뒤 처음으로 홈 경기를 맞이하였는데, 바이에른은 이 경기에서 슈투트가르트를 6-1로 눌렀고 뮐러는 쐐기골을 득점하였다. 뮐러는 바이에른의 리그 초반 신기록 달성에 기여하였는데, 그는 10월 20일 포르투나 뒤셀도르프와의 5-0으로 승리한 경기에서 득점하였고, 팀은 8연승을 기록하였다. 사흘 뒤, 릴 OSC의 신 홈구장 그랑 스타드 릴 메트로폴에서 열린 UEFA 챔피언스리그 2012-13 원정 경기에서 페널티 스폿으로 날아온 골을 시즌 최고의 골로 만들에 냈고, 팀은 1-0 승리를 거두었다.
12월 13일, 분데스리가 전반기 동안 좋은 모습을 보인 그는 뮌헨만큼 편안한 곳은 없다고 "FC 바이에른 뮌헨을 떠나면 갈 곳이 없다 ... 이보다 더 좋은 클럽은 없다." 라 인터뷰하며 충성심을 보였다. 6일 후, 그는 2년 연장계약을 체결하였고, 그에 따라 2017년까지 알리안츠 아레나에 남게 되었다. 분데스리가 겨울 휴식기까지 그는 16번 리그 경기에 출전하여 9득점 7어시스트를 올렸고, 챔피언스리그에서도 3골을 득점하였다. 그는 보루시아 도르트문트와의 DFL-슈퍼컵 2012 경기에서 넣은 골을 포함하여, 시즌 전반기에 13골을 삽입하였다. 뮐러는 후반기 첫골을 VfB 슈투트가르트전에서 득점하였고, 팀은 2-0 완승을 거두었다. 4월 2일, 뮐러는 챔피언스리그 시즌 5호골을 유벤투스 FC와의 8강 1차전에서 득점하였고, 팀의 2-0 승리로 유벤투스의 유럽대항전 18경기 무패기록을 종식시켰다. 2013년 4월 23일, 뮐러는 4-0으로 승리한 FC 바르셀로나와의 챔피언스리그 준결승 1차전, 알리안츠 아레나 홈경기에서 2골 1어시스트를 올렸다. 2차전에서, 뮐러는 또다시 헤딩으로 득점하였고, 바이에른은 3-0 승리로 바르셀로나에게 합계 7-0의 UEFA 챔피언스리그 4강전 역대 최다 점수차 패배를 안겼다. 이후 뮐러는 보루시아 도르트문트와의 챔피언스리그 결승전에서 2-1로 승리하는데 중대한 역할을 하였다. 6월 1일, 뮐러는 DFB-포칼 2012-13 결승전에서 페널티킥으로 득점하였다. 바이에른은 이 경기에서 3-2 승리를 거두며 트레블을 달성하였다. 뮐러는 한 시즌동안 (모든 대회를 통틀어) 23골을 기록하였는데, 13번은 분데스리가에서, 1번은 포칼에서, 1번은 2-1로 승리한 DFL-슈퍼컵 2012에서, 그리고 챔피언스리그에서 8번 득점하였다. 이는 현재까지 개인 역대 최다 득점 기록이다.

### 2022-23 시즌
2023년 2월 6일 바이에른 뮌헨이 폭스바겐 아레나에서 VfL 볼프스부르크를 4-2로 이긴 분데스리가 19라운드에 선발출전해 전반 19분 요주아 키미히의 프리킥을 머리로 방향을 바꿔 팀의 세 번째 골을 넣었다. 이후 60분에 요시프 스타니시치와 교체되었다. 이 골로 뮐러는 볼프스부르크를 상대로 13골을 넣으면서 볼프스부르크를 상대로 가장 많은 골을 기록한 분데스리가 선수가 되었고 이 경기에서 바이에른 뮌헨 소속으로 427번째 분데스리가 경기를 소화하면서 게르트 뮐러의 분데스리가 출전 기록과 동률을 이루었으며 이 경기에서 307번째 분데스리가 승리를 달성하며 올리버 칸, 마누엘 노이어의 뒤를 이어 세 번째로 분데스리가에서 가장 많이 승리한 선수가 되었다.
2023년 2월 11일 바이에른 뮌헨이 알리안츠 아레나에서 VfL 보훔을 3-0으로 이긴 분데스리가 20라운드에 선발출전해 전반 41분 사이디 얀코의 패스미스를 가로채 마누엘 리만을 뚫고 골문을 흔들며 팀의 선제골을 만들었다. 이 경기에서 뮐러는 바이에른 뮌헨 소속으로 428번째 분데스리가 경기를 소화하면서 게르트 뮐러의 분데스리가 출전 기록을 넘어 가장 많이 분데스리가 경기에 출전한 바이에른 뮌헨 선수가 되었다.
2023년 5월 16일 체력 회복을 위해 16일에 있었던 공개 훈련에 불참했던 뮐러는 5월 17일 팀훈련에 복귀했다.

### 2024-25 시즌
뮐러는 2024년 9월 1일 바이에른 뮌헨이 SC 프라이부르크에 2대 0으로 승리한 2024-25 시즌 분데스리가 2라운드에서 78분 세르주 그나브리의 패스를 오른발로 받은 후 왼발로 바이에른 뮌헨의 두 번째 득점을 만들었다. 그는 이 경기에서 바이에른 뮌헨 소속으로 710번째 경기에 출전하며 제프 마이어를 제치고 바이에른 뮌헨 구단 역사상 최다 출장 선수가 되었다.

## 국가대표팀 경력
뮐러는 2004년에 U-16팀에 차출되는 것을 시작으로, 다양한 연령대의 독일 청소년 축구 국가대표팀 경기에 출전하였다. 2009년 8월, 그는 1-3으로 패한 터키 U-21와의 경기에서 독일 U-21 대표팀 첫 출전을 기록하였다. 그는 U-21 대표팀 일원으로 6경기에 출전하여 한골을 득점하였고, 그 한 골은 11-0으로 승리한 산마리노 U-21 과의 경기 중에 터진 팀의 8번째 골이었다.
같은 해 10월, 뮐러는 바이에른 경기에 주전으로 출전하면서 독일 축구 국가대표팀의 감독 요아힘 뢰프는 공개적으로 그의 차출을 고려하기 시작하였다. 뮌헨 보도진들은 처음에 이를 꺼려했으나, 그 다음달에, 뮐러는 코트디부아르와의 친선경기를 앞두고 스쿼드에 발탁되었다. 그러나, 이 경기는 국가대표팀 골키퍼 로베르트 엥케의 사망과 겹쳐, 같은 주에 일정이 잡힌 칠레전도 취소되었다. 신인 선수의 기회가 적어지고, U-21 국가대표팀이 2011년 UEFA U-21 축구 선수권 대회의 예선전에서 탈락하면서, 뢰프와 U-21 국가대표팀 감독 라이너 아드리온은 U-21 팀에 뮐러가 필요하다는 것을 알고, 뮐러를 U-21 국가대표팀에 복귀시켰다.
그는 2010년 1월 진델핑엔의 훈련 세션때 성인 국가대표팀에 재차출되었고, 이어지는 아르헨티나와의 3월 친선경기의 스쿼드에 이름을 올렸다. 그는 그의 홈 경기장인 알리안츠 아레나에서 선발로 데뷔전을 치루었다. 그는 0-1로 패한 이 경기에서 66분에 토니 크로스와 교체되어 나갔다.

### 2010년 FIFA 월드컵
뮐러는 2010년 FIFA 월드컵을 앞두고 독일의 27인 예비명단에 포함된 8명의 바이에른 뮌헨 선수들 중 한명이 되었다. 이탈리아 볼차노현의 훈련 캠프에서 자전거에서 떨어져 경미한 부상을 당한 그는 월드컵 본선에 출전할 23인 최종 엔트리에 무사히 포함되었다. 그는 부상당한 국가대표팀 주장 미하엘 발라크와 같은 성을 가진 게르트 뮐러 가 사용했던 등번호인 13번에 배정되었다. 그는 보스니아 헤르체고비나와의 최종 평가전에서 2번째 국가대표팀 경기에 출전하였는데, 그는 하프타임에 피오트르 트로호프스키와 교체투입되었고, 팀은 3-1 승리를 거두었다. 그는 4-0으로 승리한 오스트레일리아와의 월드컵 첫 경기에서 팀의 3번째 득점을 성공시켰고, 이 과정에서 독일 이달의 골 상을 수상받았다. 그는 독일 국가대표팀의 모든 조별리그 경기를 소화하였고, 팀은 죽음의 조로 평가되는 D조를 1위로 통과하였다. 그는 이어지는 잉글랜드와의 16강전 경기에서 2골을 득점하고 1번 어시스트를 배급하며 독일의 4-1 대승을 견인하였다. 아르헨티나와의 8강전에서 킥오프 이후 3분만에 그는 대회 4호골이자 선제골을 뽑아내었고, 독일은 4-0 승리로 경기를 마무리지었다. 그러나, 그는 전반전에 핸들링 반칙을 범하며 대회 두 번째 옐로우 카드를 받았고, 스페인과의 준결승전에서 팀이 패하는 것을 지켜볼 수밖에 없었다. 뮐러는 출전했던 경기들보다 스페인전이 더 긴장되었다고 밝혔다. 그는 우루과이와의 3위 결정전에서 복귀하였고, 선제골이자 대회 5호골을 득점하였고, 독일은 3-2 승리를 거두며 3위를 확정지었다. 독일의 성공은 UEFA 유로 2000의 참사 이후 여러 차례의 변화를 걸쳐서 이루어졌다. 독일은 공격적이고, 개방적인 쪽으로 발전하였고, 뮐러, 자미 케디라, 메수트 외질을 비롯한 재능있는 젊은 선수들을 발굴하였다.
5골을 득점한 뮐러는 공동 최다 득점자가 되었다. 그는 3어시스트를 기록한 덕에 골든슈를 획득할 수 있었다.
그는 다른 후보인 가나의 앙드레 아유와 멕시코의 히오바니 도스 산토스를 제치고 최우수 신인 선수로 선정되었다. 두 개의 개인상을 받은 그는 2006년 FIFA 월드컵의 수상자이자 독일 국가대표팀 동료인 미로슬라프 클로제와 루카스 포돌스키의 뒤를 이었다.
2010년 10월, 그는 독일 국가대표팀 동료 4명과 함께 FIFA 발롱도르 후보 명단에 이름을 올렸다. 월드컵에서 거둔 성공에 반영하여 뮐러는 "저는 운이 좋았을 뿐이며, 적당한 순간에 맞물렸을 뿐입니다." 라고 인터뷰하였다.

### UEFA 유로 2012
대회내내 비록 부진한 모습으로 일관하며 한골도 넣지 못하였지만 동료 선수의 득점을 어시스트 하는등 그래도 제몫은 했다.

### 2014년 FIFA 월드컵
2년 전 UEFA 유로 2012에서는 썩 좋은 활약을 보여주지 못했지만 월드컵은 역시 뮐러의 무대였다. 1차전 포르투갈과의 경기에서 뮐러는 해트트릭을 기록하며 포르투갈 격파의 선봉장 노릇을 했다. 독일은 G조의 가장 강력한 경쟁자였던 포르투갈을 상대로 뮐러의 해트트릭과 마츠 후멜스의 헤더골을 묶어 무려 4 : 0 대승을 거두었다. 하지만 2차전부터 독일은 다소 답답한 모습을 보였고 가나를 상대로는 하마터면 질 뻔했다가 2 : 2로 간신히 무승부를 거두었다. 3차전 미국을 상대로도 독일은 일방적인 경기를 펼치고도 좀처럼 미국의 골문을 열지 못했으나 후반 10분, 토마스 뮐러가 세컨드볼을 곧바로 논스톱 슛으로 연결해 결승골을 터뜨리며 1 : 0 승리를 거둘 수 있었다.
브라질과의 4강 경기에서 선제골을 넣었으며, 팀은 7-1 승리를 거두었다.

### UEFA 유로 2016
대회내내 0골 0어시라는 부진한 모습으로 일관하였으며 심지어 8강전 이탈리아와의 승부차기에서도 실축했다.

### 2018년 FIFA 월드컵
라움도이터로서 한계를 맞이한 것이 명백하게 드러난 대회였다. 지난 2번의 대회에서 각각 5골씩 뽑아내며 미로슬라프 클로제가 세운 월드컵 최다 득점 기록을 갱신할 유력한 후보로 거론되었으나 이번 대회에서는 이전 2번의 대회에서 보여준 활약의 단 10%도 보여주지 못했다. 1차전 멕시코전에선 멕시코의 타이트한 압박 수비에 고전을 면치 못하며 침묵했고 확실한 킬러가 없었던 게 약점이었던 독일은 결국 0 : 1로 충격적인 패배를 당하고 말았다. 2차전 스웨덴전에서도 뮐러는 선발 출전했지만 큰 활약을 보이지 못했다. 스웨덴과의 경기에서도 독일은 전반 32분에 올라 토이보넨에게 선제골을 허용하며 0 : 1로 끌려갔으나 후반 3분, 마르코 로이스의 동점골과 종료 직전 토니 크로스의 멋진 프리킥 역전골에 힘입어 2 : 1 역전승을 거두며 간신히 16강 진출의 불씨를 살렸다. 3차전 대한민국과의 경기에선 선발 출전 명단에서 제외되었으나 좀처럼 골이 터지지 않고 0 : 0 상황이 지속되는 와중에 스웨덴이 멕시코를 상대로 앞서가니 결국 후반 17분, 레온 고레츠카와 교체 투입되었다. 하지만 대한민국을 상대로도 뮐러는 그리 인상적인 활약을 보여주지 못했고 독일 공격진 전체가 점점 조급함을 이기지 못하고 호흡이 안 맞는 모습을 보였다. 결국 후반 추가시간에 김영권과 손흥민에게 연달아 골을 내주며 0 : 2로 완패하였고 독일은 80년 만에 1라운드 탈락이라는 최악의 성적을 받아들게 되었다. 경기가 끝난 후 뮐러는 눈물을 흘렸다.(망신 당한 때는 만 28세이다.)

## 플레이 스타일
매우 다재다능하다. 최전방 스트라이커, 윙어, 중앙 공격수, 쉐도우 스트라이커 등 공격에 관여하는 모든 포지션에 전부 능하다. 일례로 2014년 FIFA 월드컵에서는 원래 공격수였다가 미드필더로 바뀌고 공격수 자리를 미로슬라프 클로제에게 내주었음에도 여기에 배치되고도 매우 능수능란한 플레이를 선보이며 팀을 우승시켰다.
게다가 토마스 뮐러만의 강점이 하나 있다면 축구 지능이 매우 뛰어나서 심리전에 상당히 능하다는 것에 있다. 2010년 FIFA 월드컵 8강 아르헨티나전에서는 지능적인 플레이로 니콜라스 오타멘디를 아무것도 못하게 만들었고 결국 마라도나로 하여금 오타멘디를 하비에르 파스토레와 교체하게 만들어 아르헨티나 수비에 균열을 내고 4-0 대승을 거두었으며 2014년 FIFA 월드컵 조별리그 포르투갈전에서 역시 지능적인 플레이로 페페에게 반칙을 유도하게 만들어 팀의 승리에 기여했다.

## 논란
2018년 FIFA 월드컵 지역예선에서 산마리노를 상대로 8-0으로 승리했다. 이에 뮐러는 경기 직후 인터뷰에서 "산마리노 같이 있으나마나한 팀과 시합을 하는 건 우리에게는 시간낭비다. 제발 산마리노 같은 팀은 월드컵 나오면 안 된다."는 말을 해서 크게 물의를 빚었다.

## 출전 통계
| 클럽             | 시즌    | 분데스리가 | 분데스리가 | 분데스리가 | DFB 포칼 | DFB 포칼 | DFB 포칼 | 챔피언스리그 | 챔피언스리그 | 챔피언스리그 | 기타 | 기타 | 기타 | 합계 | 합계 | 합계 |
| 클럽             | 시즌    | 출전       | 득점       | 도움       | 출전     | 득점     | 도움     | 출전         | 득점         | 도움         | 출전 | 득점 | 도움 | 출전 | 득점 | 도움 |
| ---------------- | ------- | ---------- | ---------- | ---------- | -------- | -------- | -------- | ------------ | ------------ | ------------ | ---- | ---- | ---- | ---- | ---- | ---- |
| 바이에른 뮌헨 II | 2007-08 | 3          | 1          |            |          |          |          |              |              |              |      |      |      | 3    | 1    | 0    |
| 바이에른 뮌헨 II | 2008-09 | 32         | 15         | 5          |          |          |          |              |              |              |      |      |      | 32   | 15   | 5    |
| 바이에른 뮌헨    | 2008-09 | 4          |            |            |          |          |          | 1            | 1            |              |      |      |      | 5    | 1    | 0    |
| 바이에른 뮌헨    | 2009-10 | 34         | 13         | 6          | 6        | 4        | 2        | 12           | 2            | 2            |      |      |      | 52   | 19   | 10   |
| 바이에른 뮌헨    | 2010-11 | 34         | 12         | 11         | 5        | 3        | 3        | 8            | 3            | 2            | 1    | 1    |      | 48   | 19   | 16   |
| 바이에른 뮌헨    | 2011-12 | 34         | 7          | 8          | 5        | 2        | 1        | 14           | 2            | 1            |      |      |      | 53   | 11   | 10   |
| 바이에른 뮌헨    | 2012-13 | 28         | 13         | 11         | 5        | 1        | 2        | 13           | 8            | 2            | 1    | 1    |      | 47   | 23   | 15   |
| 바이에른 뮌헨    | 2013-14 | 31         | 13         | 10         | 5        | 8        | 1        | 12           | 5            | 1            | 3    |      |      | 51   | 26   | 12   |
| 바이에른 뮌헨    | 2014-15 | 32         | 13         | 10         | 5        | 1        | 1        | 10           | 7            | 3            | 1    |      |      | 48   | 21   | 14   |
| 바이에른 뮌헨    | 2015-16 | 31         | 20         | 5          | 5        | 4        | 3        | 12           | 8            | 2            | 1    |      |      | 49   | 32   | 10   |
| 바이에른 뮌헨    | 2016-17 | 29         | 5          | 12         | 3        |          | 3        | 9            | 3            |              | 1    | 1    |      | 42   | 9    | 15   |
| 바이에른 뮌헨    | 2017-18 | 29         | 8          | 14         | 5        | 4        |          | 10           | 3            | 2            | 1    |      |      | 45   | 15   | 16   |
| 바이에른 뮌헨    | 2018-19 | 32         | 6          | 9          | 6        | 3        | 1        | 6            |              | 1            | 1    |      | 1    | 45   | 9    | 12   |
| 바이에른 뮌헨    | 2019-20 | 33         | 8          | 21         | 6        | 2        | 2        | 10           | 4            | 2            | 1    |      |      | 50   | 14   | 25   |
| 바이에른 뮌헨    | 2020-21 | 32         | 11         | 19         | 2        | 1        |          | 9            | 2            | 1            | 3    | 1    |      | 46   | 15   | 20   |
| 바이에른 뮌헨    | 2021-22 | 32         | 8          | 18         | 2        |          |          | 10           | 4            | 4            | 1    | 1    |      | 45   | 13   | 22   |
| 바이에른 뮌헨    | 2022-23 | 27         | 7          | 9          | 4        |          | 3        | 8            | 1            |              | 1    |      |      | 40   | 8    | 12   |
| 바이에른 뮌헨    | 2023-24 | 31         | 5          | 10         | 1        | 1        |          | 9            | 1            | 1            |      |      |      | 41   | 7    | 11   |
| 바이에른 뮌헨    | 2024-25 | 30         | 1          | 4          | 2        | 2        | 1        | 12           | 3            | 1            | 5    | 2    | 1    | 49   | 8    | 7    |
| 바이에른 뮌헨    | 합계    | 538        | 166        | 182        | 67       | 36       | 23       | 165          | 57           | 25           | 21   | 7    | 2    | 791  | 266  | 232  |

## 수상 내역

#### 바이에른 뮌헨
- 분데스리가 : 2009–10, 2012–13, 2013–14, 2014–15, 2015–16, 2016–17, 2017–18, 2018–19, 2019–20, 2020–21, 2021–22, 2022-23, 2024-25
- DFB 포칼 : 2009–10, 2012–13, 2013–14, 2015–16, 2018–19, 2019–20
- DFL 슈퍼컵 : 2010, 2012, 2016, 2017, 2018, 2020, 2021, 2022
- UEFA 챔피언스리그 : 2012-13, 2019-20
- UEFA 슈퍼컵 : 2013, 2020
- FIFA 클럽 월드컵 : 2013, 2020

#### 독일
- FIFA 월드컵 : 우승 (2014), 3위 (2010)

### 개인
- 브라보 상 : 2010
- VDV 올해의 신인 : 2009-10
- VDV 올해의 팀 : 2009–10, 2015–16, 2017–18, 2020–21
- 분데스리가 올해의 팀[117] : 2017–18, 2019–20, 2020–21
- 분데스리가 이 달의 선수 : 22년 1월
- 키커 분데스리가 올해의 팀[118] : 2012–13, 2015–16, 2019–20, 2020–21
- UEFA 챔피언스리그 시즌 스쿼드 : 2019-20
- DFB 포칼 득점왕 : 2009-10, 2013-14
- UEFA 슈퍼컵 MoM : 2020
- 월드 사커 올해의 영플레이어 : 2010
- 바이에른 뮌헨 올해의 선수 : 2021-22
- 바바리아 주 훈장 : 2019

#### 국가대표
- FIFA 월드컵 골든부트 : 2010
- FIFA 월드컵 영플레이어 : 2010
- FIFA 월드컵 실버볼 : 2014
- FIFA 월드컵 실버부트 : 2014
- FIFA 월드컵 올스타팀 : 2010, 2014
- FIFA 월드컵 드림팀 : 2014
- FIFA 월드컵 MoM : vs. 잉글랜드 (2010년, 16강전), vs. 우루과이 (2010년, 3,4위전), vs. 포르투갈, vs. 미국 (2014년, 이상 조별리그)

## 같이 보기
- A매치 100경기 이상 출전한 축구 선수 명단
- 원클럽맨 명단